# Online Etymology Dictionary
Online Etymology Dictionary er en ordbog der beskriver det etymologiske ophav af engelske ord.